# Един Џеко
Един Џеко (Сарајево, 17. март 1986) је босанскохерцеговачки фудбалер. Тренутно игра за Фиорентину у Серији А, на позицији нападача, те за Фудбалску репрезентацију Босне и Херцеговине.

## Каријера
Професионалну каријеру је започео у сарајевском Жељезничару (2003—2005). Године 2005. одлази у Чешку Републику, у друголигашку екипу Усти над Лабем из које прелази у прволигаша Теплице из Теплица (2005—2007). Каријеру 2007. наставља у Волфсбургу, а затим прелази у Манчестер Сити. Године 2015. прелази у Рому где већ наредне сезоне у тандему са Мохамедом Салахом терорише противничке одбране. За репрезентацију Босне и Херцеговине одиграо је 126 утакмица и постигао 64 гола. Висок је 1,92 м, а тежак 80 kg.
Џеко је у сезони 2016/2017. био најбољи стрелац у италијанском првенству, а Рома је заузела друго место у лиги.

## УНИЦЕФ амбасадор
У новембру 2009. године Џеко је постао први УНИЦЕФ амбасадор из Босне и Херцеговине. У склопу овог пројекта посетио је неколико школа и домова за незбринуту децу у Босни и Херцеговини.

## Занимљивости
Интересантно да је надимак Едина Џека Дијамант. Надимак је настао када је коментатор Марјан Мијајловић у преносу квалификационе утакмице, између Белгије и БиХ у Генку, после једног његовог гола прокоментарисао више пута „Џеко дијаманту“.

## Највећи успеси

### Волфсбург
- Првенство Немачке (1) : 2008/09.

### Манчестер сити
- Премијер лига (2) : 2011/12, 2013/14.
- ФА куп (1) : 2010/11.
- Лига куп Енглеске (1) : 2013/14.
- ФА Комјунити шилд (1) : 2012.

### Интер
- Куп Италије (2) : 2021/22, 2022/23.
- Суперкуп Италије (2) : 2021, 2022.
- Лига шампиона : финале 2022/23.